# Гаспер, Чейс
Чейс Блэр Га́спер (англ. Chase Blair Gasper; 25 января 1996, Алегзандрия, Виргиния, США) — американский футболист, левый защитник клуба «Чикаго Файр» и сборной США.

## Карьера

### Молодёжная карьера
В 2014—2016 годах Гаспер обучался в Калифорнийском университете в Лос-Анджелесе, где играл за университетскую футбольную команду «Ю-си-эл-эй Брюинс» в Национальной ассоциации студенческого спорта. В 2017 году перешёл в Мэрилендский университет в Колледж-Парке, и в течение двух лет играл за «Мэриленд Террапинс».
Кроме игр в студенческой лиге в 2015 году выступал за любительский клуб «Пи-эс-эй Илит», с которым прошёл несколько раундов Открытого кубка США, в 2016 году выступал за клуб PDL «Голден Стейт Форс».

### Клубная карьера
11 января 2019 года на Супердрафта MLS 2019 Гаспер был выбран в первом раунде под общим 15-м номером клубом «Миннесота Юнайтед». Контракт с ним клуб подписал 16 февраля. Его профессиональный дебют состоялся 8 июня в матче против «Колорадо Рэпидз», в котором он вышел на замену на 57-й минуте вместо Майкла Боксолла. 6 сентября 2020 года в матче против «Реал Солт-Лейк» забил свой первый гол в профессиональной карьере. 16 сентября 2021 года Гаспер подписал с «Миннесотой Юнайтед» новый четырёхлетний контракт, вступающий в силу с началом сезона 2022. 16 марта 2022 года было сообщено, что Гаспер по личным причинам добровольно вошёл в программу MLS по борьбе со злоупотреблением психоактивными веществами и поведенческим здоровьем, в связи с чем он провёл месяц в центре лечения наркомании.
4 мая 2022 года Гаспер был продан в «Лос-Анджелес Гэлакси» за $450 тыс. в общих распределительных средствах с возможной доплатой ещё $300 тыс. в зависимости от достижения им определённых показателей. За «Гэлакси» он дебютировал 8 мая в матче против «Остина». 13 апреля 2023 года «Лос-Анджелес Гэлакси» отчислил Гаспера.
16 апреля 2023 года «Хьюстон Динамо» выбрал Гаспера из списка отказов. За «Динамо» он дебютировал 26 апреля в матче третьего раунда Открытого кубка США 2023 против «Тампа-Бэй Раудис».
30 января 2024 года Гаспер был обменян в «Чикаго Файр» на пик третьего раунда Супердрафта MLS 2026. За «Чикаго Файр» он дебютировал 24 февраля в матче стартового тура сезона 2024 против «Филадельфии Юнион», выйдя на замену на пятой минуте вместо получившего травму Эндрю Гутмана.

### Международная карьера
31 октября 2019 года Гаспер был вызван в предварительный лагерь сборной США перед последними матчами Лиги наций КОНКАКАФ 2019/20 в группе A, проходивший 2—9 ноября.
30 декабря 2019 года получил вызов в ежегодный январский тренировочный лагерь сборной США, завершавшийся товарищеским матчем со сборной Коста-Рики. В матче с коста-риканцами, состоявшемся 1 февраля 2020 года, Гаспер дебютировал за звёздно-полосатую дружину, выйдя на замену во втором тайме вместо Сэма Вайнза.

## Статистика

### Клубная статистика
| Выступление                     | Выступление      | Выступление      | Лига | Лига | Плей-офф | Плей-офф | Кубок | Кубок | Континент | Континент | Итого | Итого |
| Клуб                            | Лига             | Сезон            | Игры | Голы | Игры     | Голы     | Игры  | Голы  | Игры      | Голы      | Игры  | Голы  |
| ------------------------------- | ---------------- | ---------------- | ---- | ---- | -------- | -------- | ----- | ----- | --------- | --------- | ----- | ----- |
| Миннесота Юнайтед               | MLS              | 2019             | 15   | 0    | 1        | 0        | 5     | 0     | —         | —         | 21    | 0     |
| Миннесота Юнайтед               | MLS              | 2020             | 18   | 1    | 6        | 0        | —     | —     | —         | —         | 24    | 1     |
| Миннесота Юнайтед               | MLS              | 2021             | 30   | 1    | 1        | 0        | —     | —     | —         | —         | 31    | 1     |
| Миннесота Юнайтед               | MLS              | 2022             | 0    | 0    | —        | —        | 1     | 0     | —         | —         | 1     | 0     |
| Миннесота Юнайтед               | Итого            | Итого            | 63   | 2    | 8        | 0        | 6     | 0     | —         | —         | 77    | 2     |
| Миннесота Юнайтед 2 (фарм-клуб) | MLS Next Pro     | 2022             | 1    | 0    | —        | —        | —     | —     | —         | —         | 1     | 0     |
| Лос-Анджелес Гэлакси            | MLS              | 2022             | 17   | 0    | 0        | 0        | 0     | 0     | —         | —         | 17    | 0     |
| Лос-Анджелес Гэлакси            | MLS              | 2023             | 0    | 0    | —        | —        | —     | —     | —         | —         | 0     | 0     |
| Лос-Анджелес Гэлакси            | Итого            | Итого            | 17   | 0    | 0        | 0        | 0     | 0     | —         | —         | 17    | 0     |
| Хьюстон Динамо                  | MLS              | 2023             | 5    | 0    | —        | —        | 3     | 0     | 0         | 0         | 8     | 0     |
| Хьюстон Динамо 2 (фарм-клуб)    | MLS Next Pro     | 2023             | 6    | 0    | —        | —        | —     | —     | —         | —         | 6     | 0     |
| Чикаго Файр                     | MLS              | 2024             | 1    | 0    | —        | —        | —     | —     | —         | —         | 1     | 0     |
| Всего за карьеру                | Всего за карьеру | Всего за карьеру | 93   | 2    | 8        | 0        | 9     | 0     | —         | —         | 110   | 2     |

### Международная статистика
| Команда | Год   | Игры | Голы |
| ------- | ----- | ---- | ---- |
| США     |       |      |      |
| 2020    | 1     | 0    |      |
| Всего   | Всего | 1    | 0    |